# Кубок світу з біатлону 2012—2013 — етап 3
Третій етап Кубка світу з біатлону 2012—13 відбувся в Поклюці, Словенія, з 12 по 16 грудня 2012 року. У програмі етапу було проведено 6 гонок: спринту, гонки переслідування та мас-старту у чоловіків та жінок.

## Гонки
Розклад гонок наведено нижче.
| Дата      | Час       | Гонка                            |
| --------- | --------- | -------------------------------- |
| 13 грудня | 14:20 CET | Чоловіки, спринт 10 км           |
| 14 грудня | 14:20 CET | Жінки, спринт 7,5 км             |
| 15 грудня | 12:45 CET | Чоловіки, переслідування 12,5 км |
| 15 грудня | 15:00 CET | Жінки, переслідування 10 км      |
| 16 грудня | 13:00 CET | Чоловіки, мас-старт 15 км        |
| 16 грудня | 15:00 CET | Жінки, мас-старт 12,5 км         |

## Чоловіки

### Спринт
Перше місце здобув чех Яков Фак, друге — норвежець Свендсен, третім став француз Фуркад, що лідирував протягом гонки, проте на фініші відстав на 6,1 секунди від переможця. Четвертий результат у гонці показав американець Тім Берк, відставання якого від словенця склало 15,2 секунди. П'яте місце посів ще один француз — Жан-Гійом Беатрікс. Шосте місце дісталося Володимиру Ілієв з команди Болгарії, який відстав від переможця на 28,2 секунди.
Українські спортсмени: Артема Прими, Сергія Седнєва і Сергія Семенова, які стали найкращими в нашій команді з 19-м, 23-м і 27-м результатами відповідно. Результати спринту дозволили нашій команді зміцнитися на 8-му місці у Кубку націй, трохи відірвавшись від збірних Італії та Словаччини. А впевнене лідерство тут продовжують утримувати норвежці, які ще більше зміцнили перевагу над росіянами.

### Переслідування

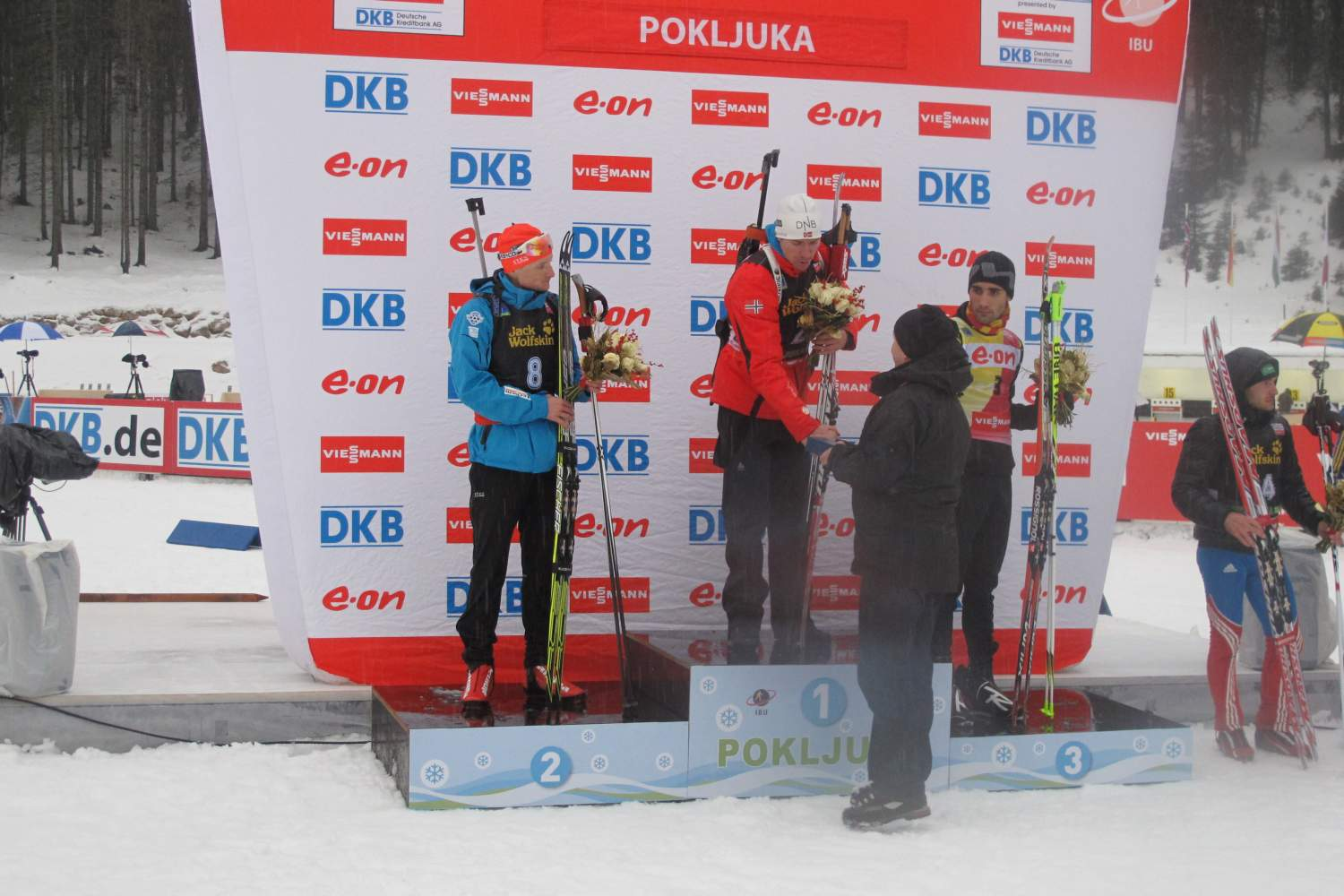
Переможець і призери персьюту в Поклюці

Переміг норвежець Свендсен, 2-ге місце в перше в кар'єрі отримав Ондржей Моравець, 3-м став француз Фуркад. 4-м став росіянин Євген Гаранічев з відставанням 27 с. Швед Фредрік Ліндстрем став 5-м із відставанням 33,9 с. 6-м став Євген Устюгов із трьома промахами і відставанням 42,3 с.
Найкращим серед українців став Андрій Дериземля, який залишив незакритими лише дві мішені — 24-й. Проте, ніхто з українців пробитися в мас-старт не зумів.

### Мас-старт
Першим став німець Бірнбахеру, срібло отримав чех Яков Фак, третім став американець Тім Берк. 4-те місце зайняв Еміль Хегле Свендсен із двома промахами і відставанням 40,9 секунди, 5-м із відставанням 41,4 с став Мартен Фуркад. Шістку лідерів замкнув швед Б'єрн Феррі з двома промахами й відставанням 41,9 секунди.

### Призери
| Гонка:                                                         | Золото:                       | Час                | Срібло:                       | Час                | Бронза:               | Час                |
| Спринт 10 км Протокол [Архівовано 17 грудня 2012 у WebCite]    | Яков Фак Словенія             | 24:41.7 (0+0)      | Еміль Хегле Свендсен Норвегія | 24:42.5 (0+1)      | Мартен Фуркад Франція | 24:47.8 (0+0)      |
| Переслідування 12,5 км Протокол                                | Еміль Хегле Свендсен Норвегія | 32:49.25 (0+0+0+1) | Ондрей Моравець Чехія         | 32:53.06 (0+0+0+1) | Мартен Фуркад Франція | 33:06.66 (0+0+0+2) |
| Мас-старт 15 км Протокол [Архівовано 20 грудня 2012 у WebCite] | Андреас Бірнбахер Німеччина   | 35:39.4 (0+0+0+0)  | Яков Фак Словенія             | 35:57.1 (0+0+1+1)  | Тім Берк США          | 36:02.0 (0+0+1+1)  |

## Жінки

### Спринт

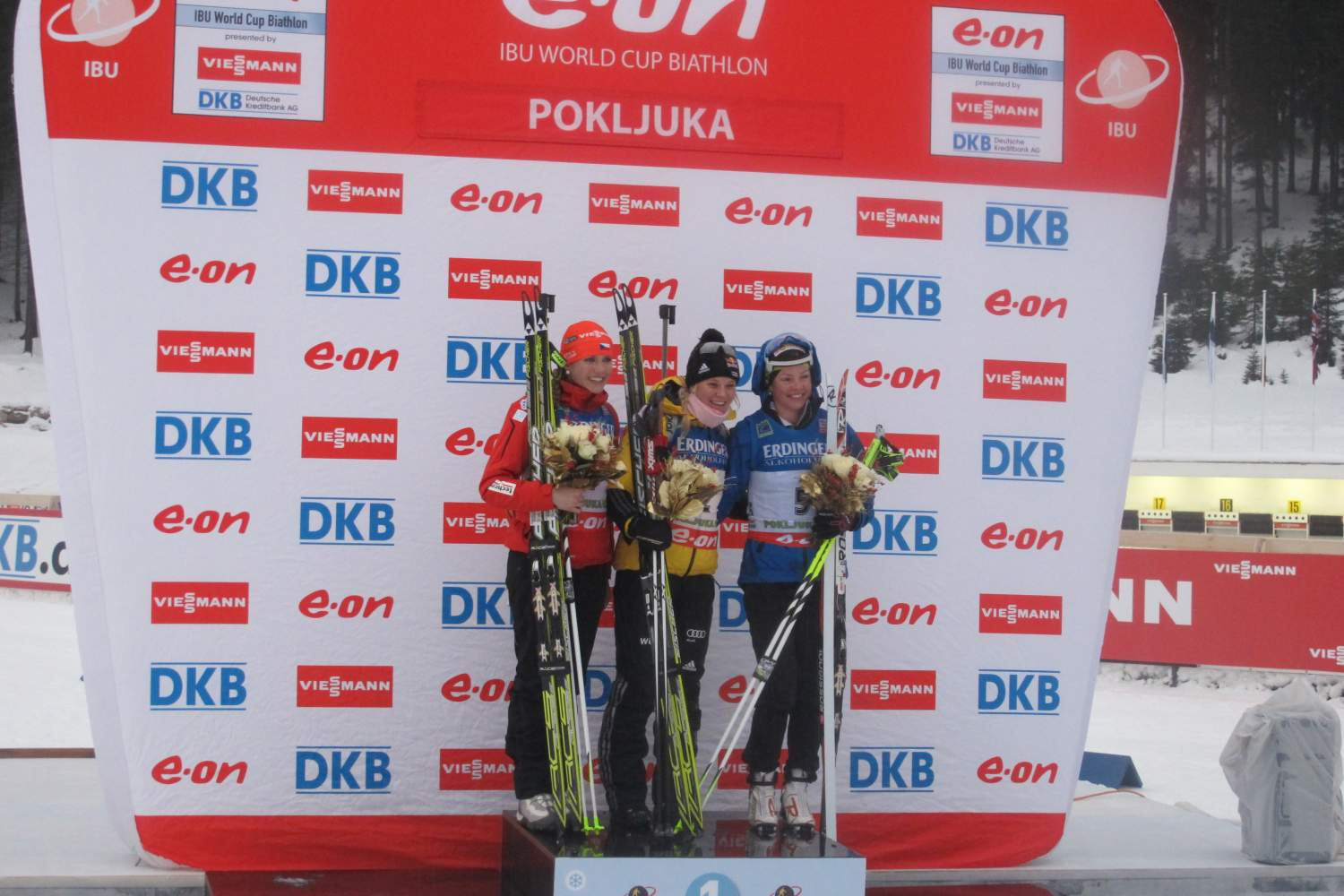
Переможниця і призерки спринту в Поклюці

Першою з результатом 22:09,8, несподівано, стала чешка Габріела Коукалова, другою була німкеня Міріам Гесснер, яка допустила два промахи, і поступилась на 2,1 с. Бронзу отримала білоруска Надія Скардіно, що відстала на 30,1 с. Четверте місце зайняла українка Віта Семеренко, на її рахунку один промах і відставання 31,5 с. Свій найкращий результат в поточному сезоні продемонструвала француженка Марі Дорен Абер, що стала п'ятим із відставанням 33,9 с. Полька Магдалена Гвіздонь фінішувала шостою з одним промахом і відставанням 43,3 с.

### Переслідування
Переможницею стала німкеня Міріам Гесснер, котра на фініші обійшла чешку Габріелу Коукалову, третьою, вперше в сезоні потрапивши в призові місця, стала Марі Абер.
Українка Олена Підгрушна, почавши гонку з 26-го місця, на фініші стала четвертою з відставанням 51,8 секунди завдяки влучній стрільбі. Чешка Вероніка Віткова стала п'ятою, встановивши особистий рекорд. Шостою стала білоруска Надія Скардіно з одним промахом і відставанням 1:10,7.
Українка Віта Семеренко посіла восьме місце, а Юлія Джіма піднялася на три рядки і фінішувала 30-ю.

### Мас-старт
Гонка проходила в умовах сильного туману, що позначилось і на результатах спортсменів. Золото завоювала норвежка Тура Бергер, срібло — німкеня Міріам Гесснер, бронзу — чешка Габріела Коукалова.
Українська біатлоністка Віта Семеренко з чотирма промахами закінчила гонку 20-ю, а Олена Підгрушна з шістьма неураженими мішенями фінішувала 25-ю.

### Призери
| Гонка:                                                                    | Золото:                  | Час               | Срібло:                  | Час               | Бронза:                  | Час               |
| Спринт 7,5 км Протокол [Архівовано 15 грудня 2012 у Wayback Machine.]     | Габріела Соукалова Чехія | 22:09.8 (0+0)     | Міріам Гесснер Німеччина | 22:11.9 (0+2)     | Надія Скардіно Білорусь  | 22:39.9 (0+0)     |
| Переслідування 10 км Протокол [Архівовано 17 грудня 2012 у WebCite]       | Міріам Гесснер Німеччина | 31:47.8 (2+1+1+1) | Габріела Соукалова Чехія | 31:48.5 (0+0+0+0) | Марі Абер Франція        | 32:14.3 (0+1+0+0) |
| Мас-старт 12,5 км Протокол [Архівовано 18 грудня 2012 у Wayback Machine.] | Тура Бергер Норвегія     | 35:53.8 (0+2+0+0) | Міріам Гесснер Німеччина | 36:29.3 (0+3+0+1) | Габріела Соукалова Чехія | 36:55.9 (0+2+0+0) |

## Досягнення
Найкращий виступ за кар'єру
| - Владімір Ілієв (BUL), 6 місце в спринті - Сімон Детьє (FRA), 25 місце в спринті - Маріо Долдер (SUI), 30 місце в спринті та 25 місце в переслідуванні - Томас Каукенас (LTU), 41 місце в спринті - Скотт Гов (CAN), 50 місце в спринті і переслідуванні - Дарко Дам'яновський (MKD), 95 місце в спринті - Ондрей Моравець (CZE), 2 місце в переслідуванні - Андрейс Расторгуєвс (LAT), 10 місце в переслідуванні | - Габріела Соукалова (CZE), 1 місце в спринті - Надія Скардіно (BLR), 3 місце в спринті - Росанна Кроуфорд (CAN), 12 місце в спринті - Надія Писарєва (BLR), 21 місце в спринті - Ніколь Гонтьє (ITA), 30 місце в спринті - Аса Ліф (SWE), 56 місце в спринті і 45 місце в переслідуванні - Аліна Райкова (KAZ), 58 місце в спринті і 57 місце в переслідуванні - Міріам Гесснер (GER), 1 місце в переслідуванні - Еві Захенбахер-Штеле (GER), 48 місце в переслідуванні |

Перша гонка в Кубку світу
| - Йоганнес Кюн (GER), 17 місце в спринті - Дмитро Підручний (UKR), 98 місце в спринті | - Еві Захенбахер-Штеле (GER), 59 місце в спринті |